# Charles Pinckney
Charles Pinckney (Charleston, 1757. október 26. – Charleston, 1824. október 29.) az Amerikai Egyesült Államok szenátora (Dél-Karolina, 1798–1801).